# 埃斯佩哈德圣马尔塞利诺
埃斯佩哈德圣马尔塞利诺，是西班牙卡斯蒂利亚-莱昂索里亚省的一个市镇。总面积72平方公里，总人口248人（2001年），人口密度3人/平方公里。